# 福知山城
福知山城（ふくちやまじょう）は、丹波国天田郡福知山（京都府福知山市字内記内記一丁目周辺）にあった日本の城（平山城）。江戸時代には福知山藩の居城であった。1965年10月14日、市の史跡に指定。2017年には、「続日本100名城」（158番）に選定された。

## 概要

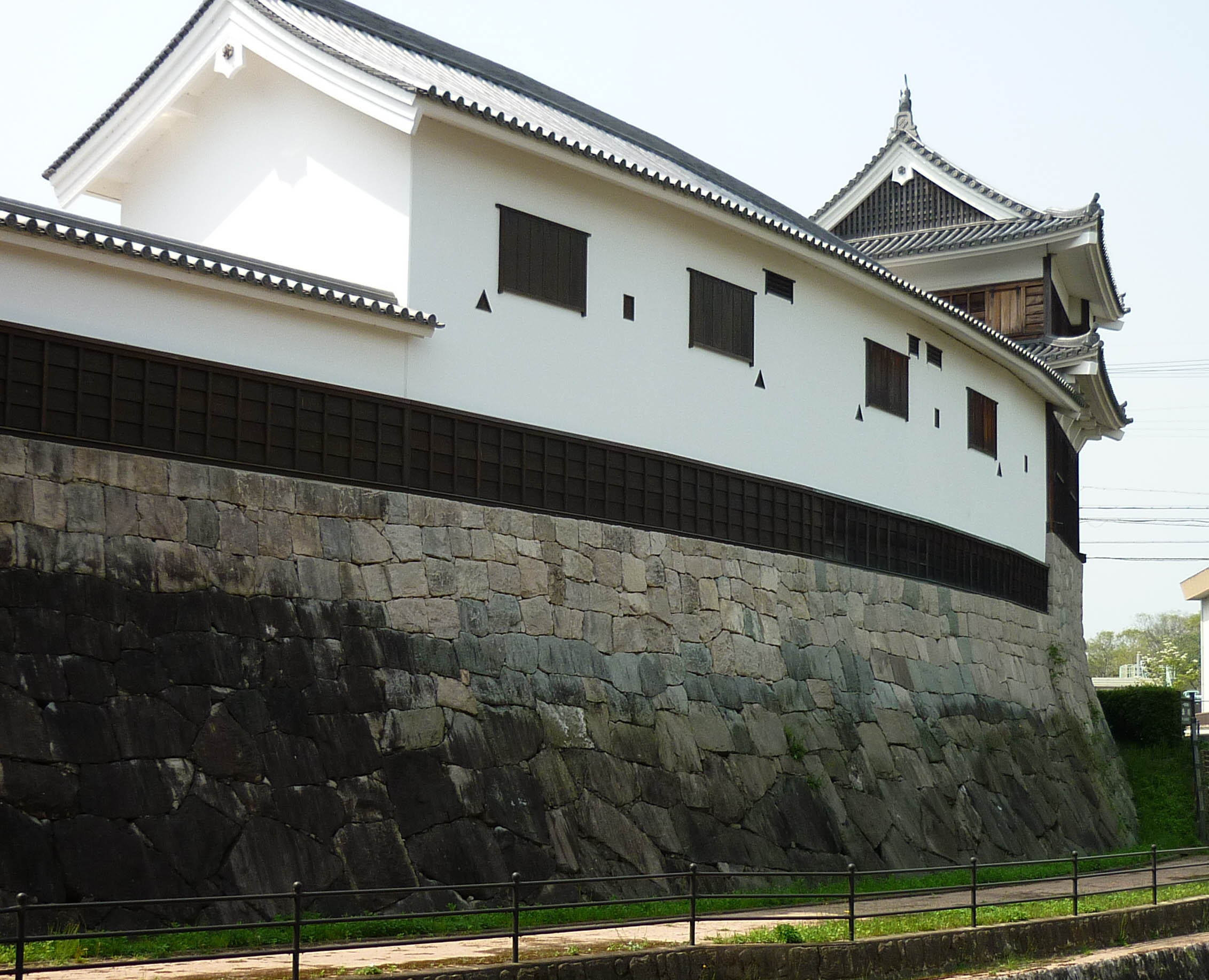
隅櫓風城郭建築/福知山市佐藤太清記念美術館

現在のような縄張りは明智光秀がおこなった。畿内を押さえた織田信長は、豊臣秀吉と明智光秀に中国攻めを命じた。豊臣秀吉は山陽道から進軍したのに対して、明智光秀は山陰道側より入った。丹波国を平定した明智光秀が築城し、女婿の明智秀満を城主とした。
現在は、福知山城公園として整備され、天守は三重三階の大天守と二重二階の小天守が1986年（昭和61年）に復元された。福知山市郷土資料館の施設となっている。また福知山城公園親水広場内には2023年初夏に福知山鉄道館ポッポランドが移転整備されることになっている。公園入口には隅櫓風城郭建築様式の福知山市佐藤太清記念美術館がある。
市街地を一望する福知山盆地の中央に突き出た丘陵の先端地にあり、その地形の姿から臥龍城の別名を持つ。
東から西に流れる由良川が天然の堀となっており、北側には土師川と合流する標高40mの台地に築かれ展望のよくきく地である。東、北、西は断崖で要害の地でもあった。国道9号走行中やJR福知山線の列車内からうかがえ、夜間はライトアップされている。また多数の桜が城周辺に植林されている。

## 歴史・沿革

### 中世（室町時代）
小笠原長清の末裔とされる福知山地方の国人塩見頼勝が、八幡山の脇に掻上城を築城したのが始まりと言われている。塩見頼勝は後に姓を横山に改め、さらに城主はその息子である塩見信房へと代替わりし、城名も横山城となる。

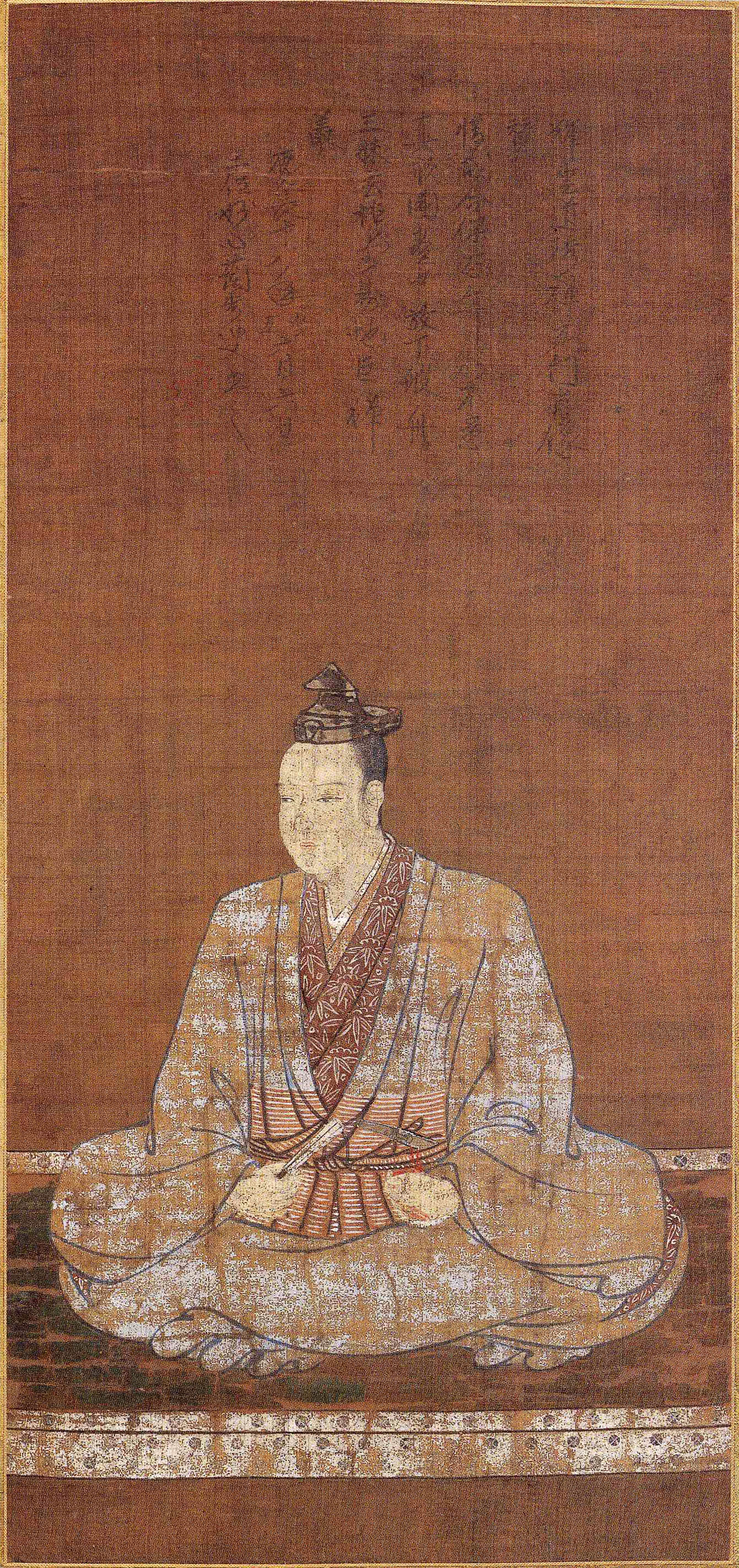
明智光秀画像/本徳寺所蔵

### 中世後期（横山城の戦い）
明智光秀は、織田信長の命をうけ丹波国征討戦を開始、これに敵対したのは赤井直正・波多野秀治連合軍で、塩見信房は赤井・波多野連合軍に加担していた。当初は赤井・波多野連合軍は「赤井の呼び込み軍法」と呼ばれる戦術で明智光秀軍を撃退したが、赤井直正が天正6年（1578年）3月9日に病死、波多野秀治の居城八上城が翌天正7年（1579年）6月1日に落城、赤井直正の居城であった黒井城も同年8月9日に落城した。
これより前に明智光秀は丹波国征討戦に際して金山城を築き、矢島刑部、朽木久兵衛、加上弥右衛門らが城代となっていたが、丹波国の掃討戦が開始された。同年8月20日より四王天政春、林半四郎らが加わり横山城を攻めた。塩見信房とその弟塩見信勝と共同で防戦したが、破れて自刃して死去した。また山家城の城主和久利明も火を放たれ、攻められて敗れた。猪ノ崎城の城主塩見利勝は自ら火を放ち、逃走する途中に林半四郎らに川北周辺で襲われ戦死した。これを機に福山地方に属していた国人衆は皆、明智光秀に降伏し福知山平定が成った。
明智光秀は丹波国を平定すると、これを福智山城と改名、近世城郭へと修築し、城代には藤木権兵衛と明智秀満を置いた。
天正10年（1582年）6月、本能寺の変となり明智秀満は武功を立てたが、本能寺の変後は明智秀満の父が福智山城の留守居役となっていたらしく、羽柴秀吉軍が福智山城を押し掛け、明智秀満の父を捕え、京に連行し同年7月2日粟田口で処刑された。明智光秀は山崎の戦いで敗北し後に殺害された。明智光秀の在城期間は3年間だけであった。

### 中世末期（安土桃山時代）

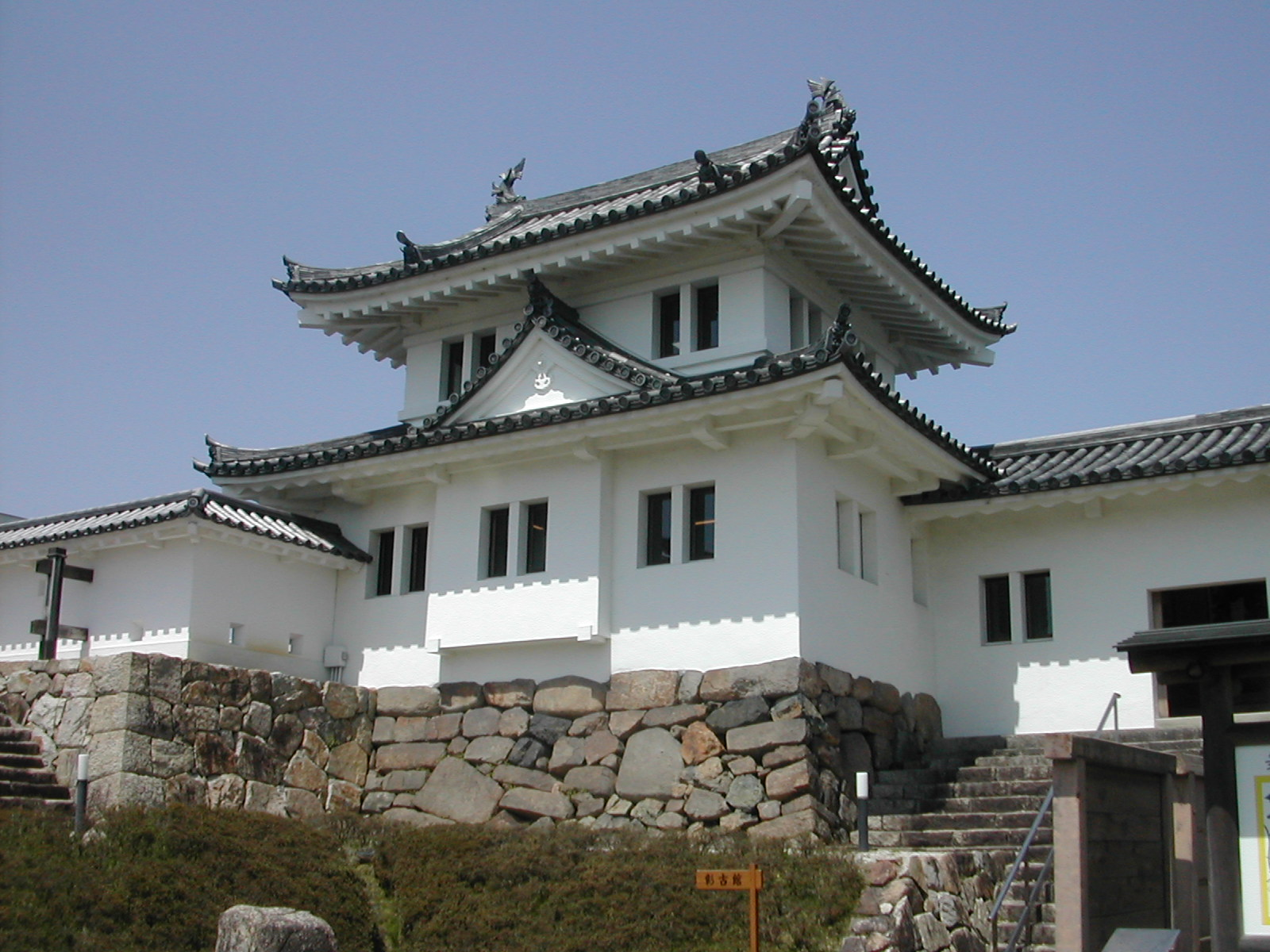
田辺城の復元二層櫓

福知山城はその後､丹波亀山城を居城とする羽柴秀勝が城主となり、次いで杉原家次が城主となったが病没後、小野木重勝が城主となった。豊臣秀吉の没後、関ヶ原の戦いでは小野木重勝は西軍に属し、東軍に属していた細川幽斎、細川忠興親子の居城田辺城を攻めた。この時細川忠興は関東に出陣中で、留守居役の細川幽斎が必死に防戦し（田辺城の戦い）、どうにか和議にこぎつけた。関ヶ原の戦いにて東軍が勝利すると、徳川家康の許しを得た細川忠興は福知山城を落城させ、小野木重勝を亀山城下の寿仙院で切腹させた。

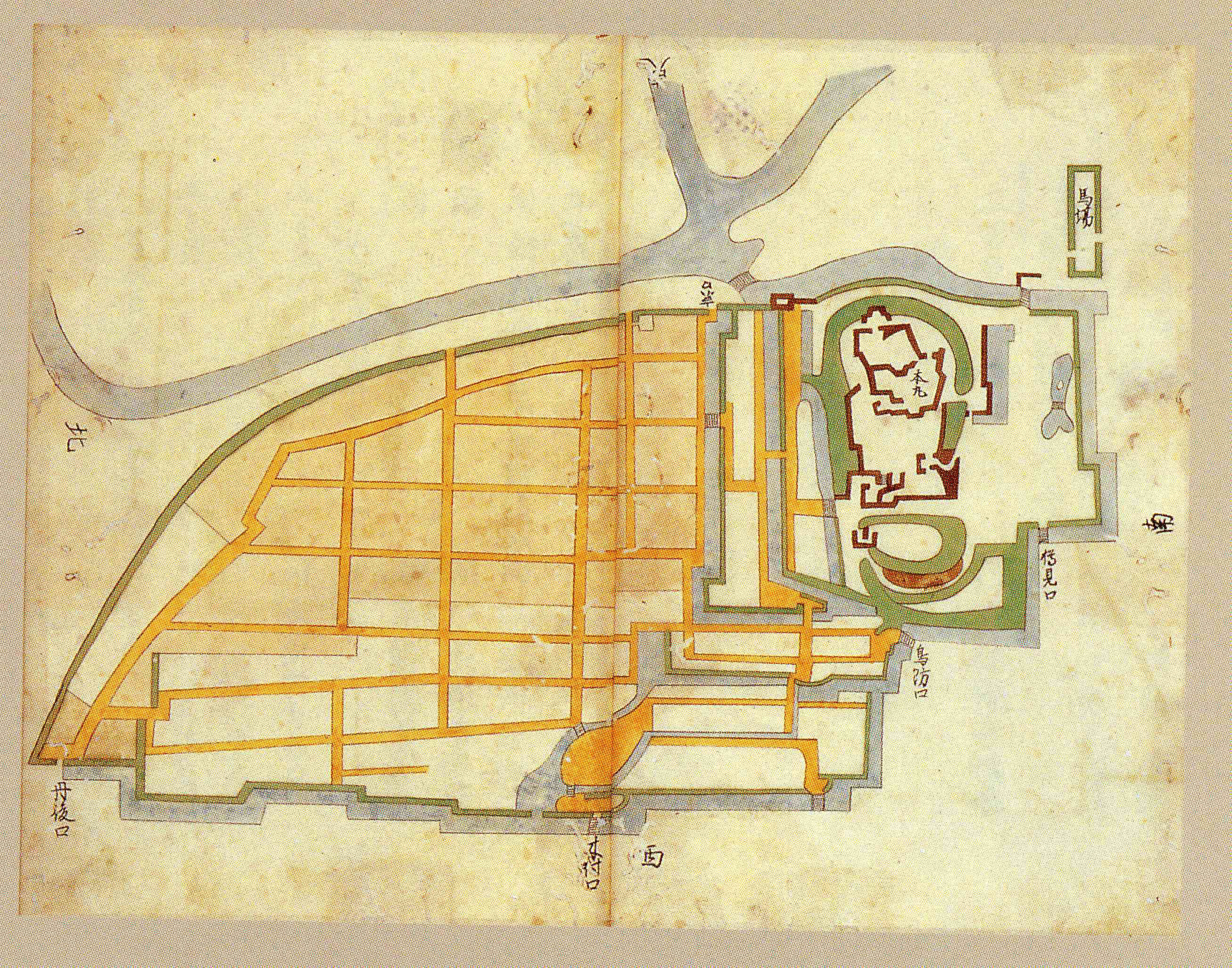
丹波国福地山＜写本＞（絵図は左が北側）/名古屋市蓬左文庫蔵

### 近世（江戸時代）
関ヶ原の戦いの論功行賞により福知山城に入城したのは有馬豊氏で、現在のような城郭や城下町はこの時代に完成した。はじめ6万石で入国したが間もなく2万石（飛び地で三田・父の遺領の継承が許される）の加増を受け8万石の領主となった。
山陰道を押える要衝地にあるこの城を、豊氏は近世城郭として改修を行い、現在に残る姿とした。
しかし元和6年（1620年）12月、武功を重ねた豊氏は久留米藩に加増転封され、翌元和7年（1621年）8月岡部長盛が亀山城から移る。3年後その岡部長盛も大垣藩に転封すると、稲葉紀通が摂津国中島藩より移る。その稲葉紀通も福知山城の城主となった24年目の1648年（慶安元年）、宮津藩の京極高広と争いとなり、乱心し自殺したのではないかと伝わっている。翌慶安2年（1649年）2月刈谷藩から松平忠房が入部したきた。20年程統治したが島原藩へ転封する。
寛文9年（1669年）6月、土浦城の朽木稙昌が入部、1869年（明治2年）まで約200年に亘り朽木氏が13代世襲し当地域を統治した。

### 現代
廃藩置県後の1871年（明治4年）によって廃城となり、1873年（明治6年）の廃城令によって解体された。建物は払下げとなり二の丸の台地は埋め立てられた。二の丸の建物は1887年（明治20年）取り払われ、建物一部の瓦は寺院や民家に使用された。二の丸の台地は削り取られ、城門は観瀧寺、正眼寺、法鷲寺、明覚寺の山門になったと伝わっており、これらは福知山市重要資料に指定されている。最後に残っていた二ノ丸の登城路付近にあった銅門番所は、1916年（大正5年）に天守台に移築された。
1973年（昭和48年）には東京工業大学の藤岡通夫によって基本設計図が描かれて地質調査も行ったが、オイルショックの影響で天守の復元は中断された。1982年（昭和57年）には塩見精太郎市長が天守再建の意向を示し、1983年（昭和58年）には調査費が計上されると、1984年（昭和59年）には再建（郷土資料館建設）期成会が発足した。1口3000円の寄付を募る「瓦一枚運動」などで5億円以上の寄付金を集めた。一般寄付金1億6000万円、国庫補助1億4000万円、京都府補助230万円などを合わせて、総事業費は8億1372万円。福知山市の一般財源にはほとんど頼っていない。1985年（昭和60年）には小天守と続櫓が完成、1986年（昭和61年）には大天守（郷土資料館）が完成し、同年11月9日に竣工式を行って11月10日に開館した。
2017年（平成29年）には日本城郭協会が認定する続日本100名城（158番）に選定された。
2020年（令和2年）、福知山城天守の写真が発見された。写真は不鮮明ながら全容を確認することができ、ほぼ正しい姿で再建されていることが裏付けられた。

## 城郭

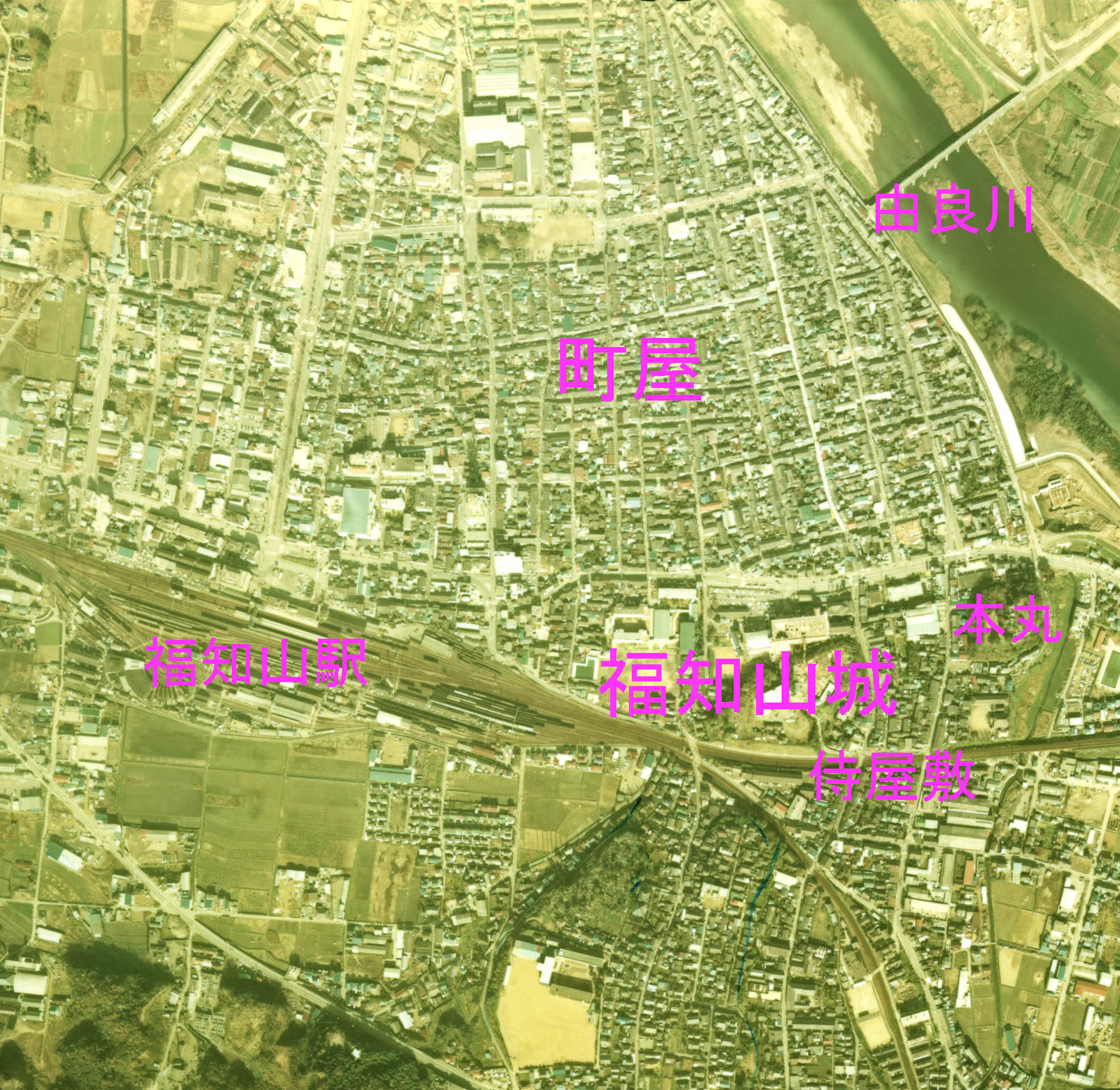
福知山城と周辺地域の空中写真/

福知山城は、明智光秀が築造後、その後多少の修築は行われたが、有馬豊氏時代に完成したものと推定されている。
丘陵の最先端部の一番高い所、標高35m、比高約25mに本丸を置き、その西に二ノ丸、更に西に伯耆丸、内記丸と続く四つの連郭式城郭を形成していた。全体として東西約600m×南北約150-300mとなっている。本来は本丸と二ノ丸は繋がっていたが、明治時代に二の丸が削り取られてしまい、また伯耆丸と内記丸間も繋がっていたが、福知山線の建設に伴いそれぞれ独立丘陵となってしまった。その他曲輪として北側には左門丸、対面丸、侍屋敷、大膳丸、南側には、泉水、蔵屋敷、馬屋、鷹部屋、庭園などを設け、周囲に二重、三重の堀を巡らしていた。城下町としては、北方に鍛冶町、紺屋町、鋳物師町、呉服町、京町などの町家、川沿いには寺町、南方に侍屋敷を配し、東北には斜めに由良川が流れ、西、南に外堀が巡らされている。いわゆる惣構えとなっていた。
稲葉氏時代の絵図には、本丸と二ノ丸の間は「カラホリ」と「橋」を記している。この時代は本丸と二ノ丸は分断されていたと思われているが、稲葉氏時代の絵図以外には見られないので、それ以外は埋められたものと考えられている。二ノ丸から西の伯耆丸は有馬豊氏の弟有馬重頼（有馬伯耆重頼）の館があったところである。
本丸と二ノ丸にはそれぞれ御殿があったが、城の中央に位置し規模の大きい二ノ丸御殿が中心施設であったと思われている。尚、現在の復元天守へ登るための通路は、本丸に移された朝暉神社への参道として後に作られたものあり、本来の城道は現在住宅地として利用されている二の丸側から通じていた。
遺構の調査で転用石材の使用や天守台周辺のIからIII期にわたる改修が確認されており、I期が光秀の支配期と推定されている。

### 天守
|  |  |

『平面古図』によると、天守は三重四階建ての大天守で、北側に二重二階階建の小天守、南側には現存していないが櫓門を介して二重二階建の菱櫓と連結した建物があった。大天守には、トコと棚をしつらえた八畳の上段ノ間、水流し、厠、小天守にもトコと棚をしつらえ住居施設を備えている。大天守と小天守の連結部には縁側をとって座敷風な造りがなされている。『復元大系　日本の城』によると「建築構成は、安土城天守を小規模にしたような形で、共通する点が多い」としており、安土城の天守との共通性を指摘している。復興天守の建設工事に伴い、発掘調査を実施したところ、当初は単独的な形であったがのちに改変付加され規模を順次拡張していたことが明確になった。
復元天守は、大天守（3層4階）、続櫓、小天守が連結された形で、近世初期の望楼型である。外観は忠実に再現されているが、構造は鉄筋コンクリート造である。

### 石垣
1873年（明治6年）の廃城令で建物や堀、石垣もかなり失われてしまい、遺構としては天守台と本丸の石垣が残されるのみとなった。石垣は、「野面積み」「乱石積み」「穴太積み」と呼ばれる自然石をそのまま利用されている方法で積まれている。石材の加工と用い方は「野面積み」、角部の積み方は「算木積み」、勾配としては、基底部は傾斜が緩やかで段々傾斜を増していき、上部はほぼ垂直になる「扇の勾配」と呼ばれている。また宝篋印塔、五輪塔などの石造物が大量に使用されており、「転用石」とも呼ばれている。一辺が62cmと大型の石材もあり、相当の寺院や墓所を破壊して石材を調達したことがうかがわれる。点数は現在発掘調査により増加しているが、おおよそ500点で、五輪塔が約250点、宝篋印塔基礎が約35点となっている。種類としては、宝篋印塔、五輪塔の他に、一石五輪塔、石仏、笠塔婆、石臼等があり、これらは現在も石垣の部材として使用されている。福智山城以前の横山城時代の山城やその関係寺院、三岳山周辺の寺院を破却したとの伝承がある。
とある。惟任とは明智光秀のことで、荒木山にあった法興寺や宝積寺から石垣に使用する石を取り集めたとある。

### 石落とし
石落としは攻城戦に攻城軍が接近した場合に、門・櫓・天守などに設けてある隙間から直下の敵に向けて攻撃を行う防御施設。石落としの幅は8寸とされ、福知山城では大天守の虎口の上、大・小天守の2階の隅に設置されており、1階が1ヵ所、2階が9ヵ所、計10ヵ所になる。2階の石落としは1階の張り出した屋根で隠されている。

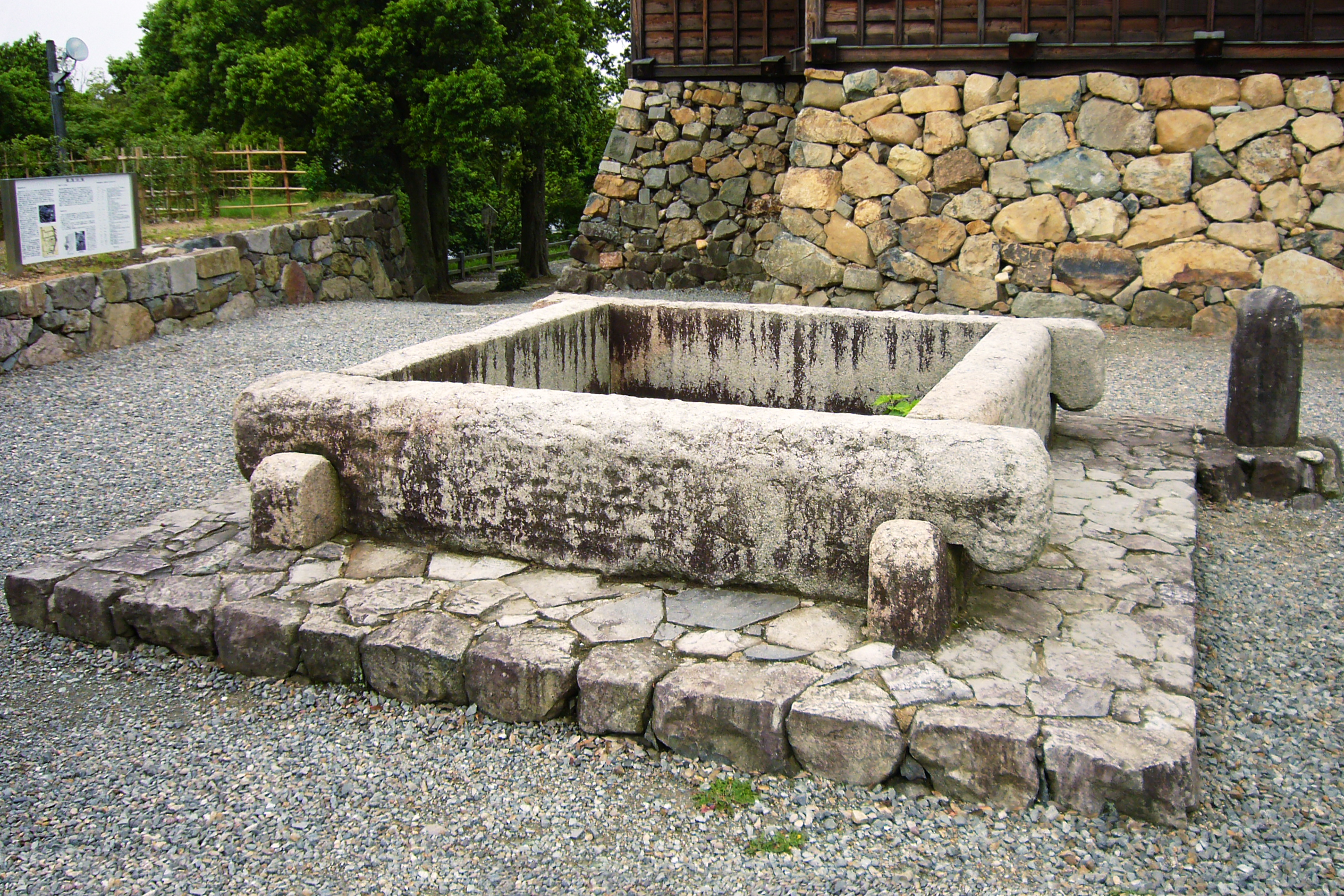
豊磐の井

### 豊磐井
本丸、天守の東側に「豊磐井」（とよいわのい）と呼ばれている大型の井戸が残っている。この井戸は城主であった朽木稙昌の父朽木稙綱の神号「豊磐稙綱命」にちなんだものである。井戸の深さは50mあり、海面下7mに達する。高所に関わらず水深37mもあり、現在も満々と水をたたえている。伝承ではこの井戸に抜け穴があり、二ノ丸の北側の対面所裏にあった横穴に通じていると言い伝えがある。第二次世界大戦前まで二ノ丸の北側に深い洞穴があったようだが、奥が行き詰っており氷室であったという指摘もある。

### 埋納遺物
1986年（昭和61年）の天守再建に伴う送電線敷設工事時に偶然検出された埋納遺物で、現在の天守台の南、本丸中央部で出土した。この地点は絵図によると、本丸御殿が建っていたところで、検出層位から江戸時代以前の福知山城整地前に埋納された。出土物は以下の5件。
- 丹波壺 - 口径16.6 cm、高さ41.6 cm。茶褐色で一部緑色の自然釉が薄くかかっている。この壺の中に他の出土遺物が入っていた。
- 銅鏡 - 直径は9.43 cm、紐は亀形で、縁は垂直に立ちあがっている。一対の鳥と菊花をモチーフとした双雀菊花文鏡である。
- 竹筆 - 19本出土した。径0.7-0.9 cm、長さは15-23cmで使用の痕跡は確認できない。
- 小刀 - 錆びついており、詳細は不明。現存部分の長さ19.3 cm、刃部分の幅は2.6 cm。
- 銅銭 - 総数は約936枚。原型をとどめていない個体もあり、2-3枚程度の誤差を考慮する必要がある。銭種は40種類で、ばらばらに納められていた。鋳造年次の最も新しい銭は朝鮮通宝2枚である。

壺の内部には内底中央部に鏡面を上にして銅鏡1面が置かれ、竹筆19本と小刀1本が立てかけられ、最後に銅銭が納められていた。壺の内部に水が15cm程度溜まっていたが、竹筆は良好な状態で残っていた。『福知山城の歴史』は「遺物の組成、埋納状況からみても、いわゆる備蓄銭ではなく、何らかの祭祀的な色彩を強く感じるものであり、変形しているものの、地鎮、経塚、祈願などの目的で埋納された」と解説している。

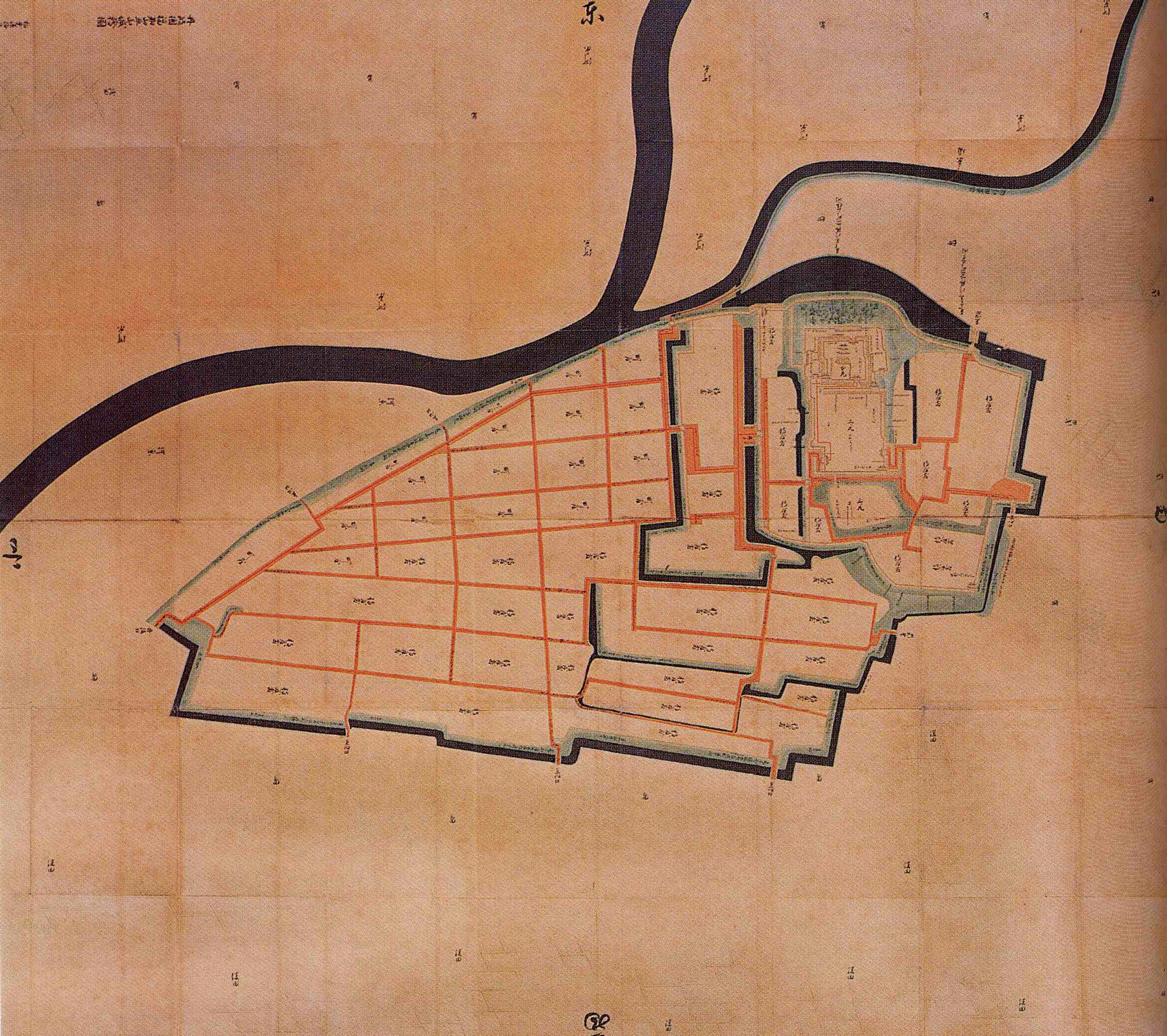
丹波国福知山平山城絵図（絵図は左が北側）/国立公文書館内閣文庫所蔵「正保城絵図」のうち（国の重要文化財）

## 関連事項

### 福知山音頭

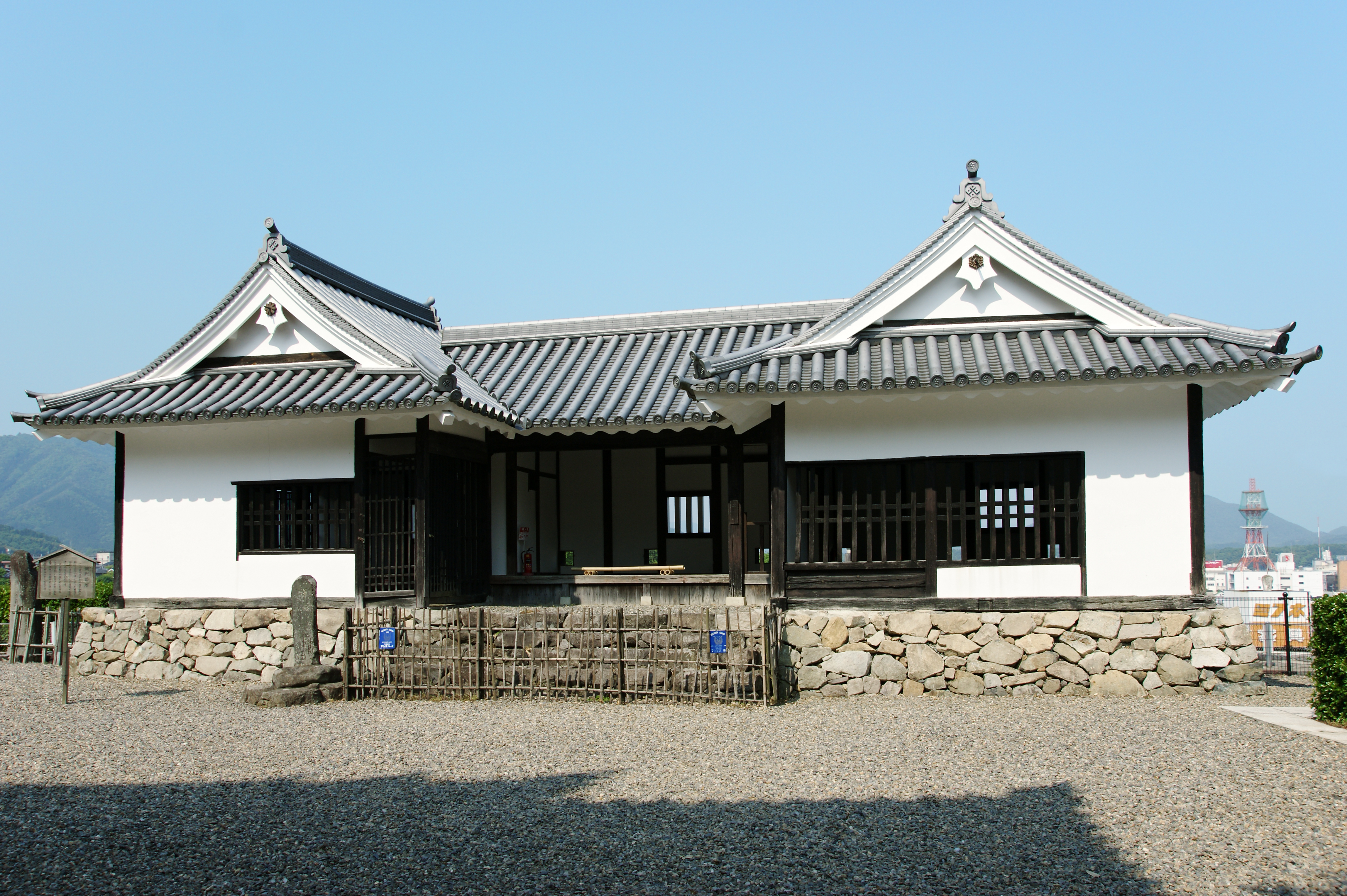
本丸にある現在の銅門脇番所

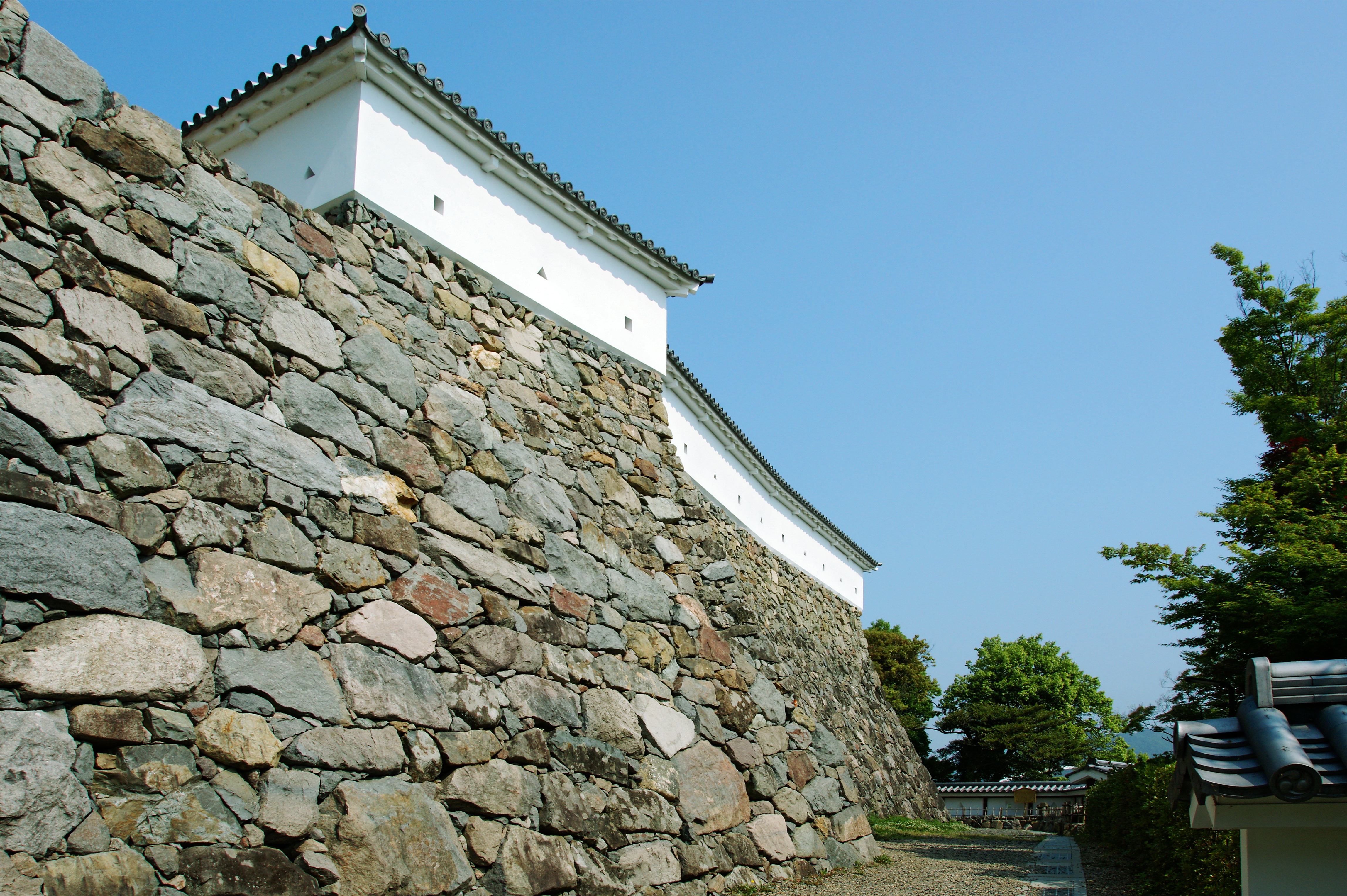
本丸下の石垣

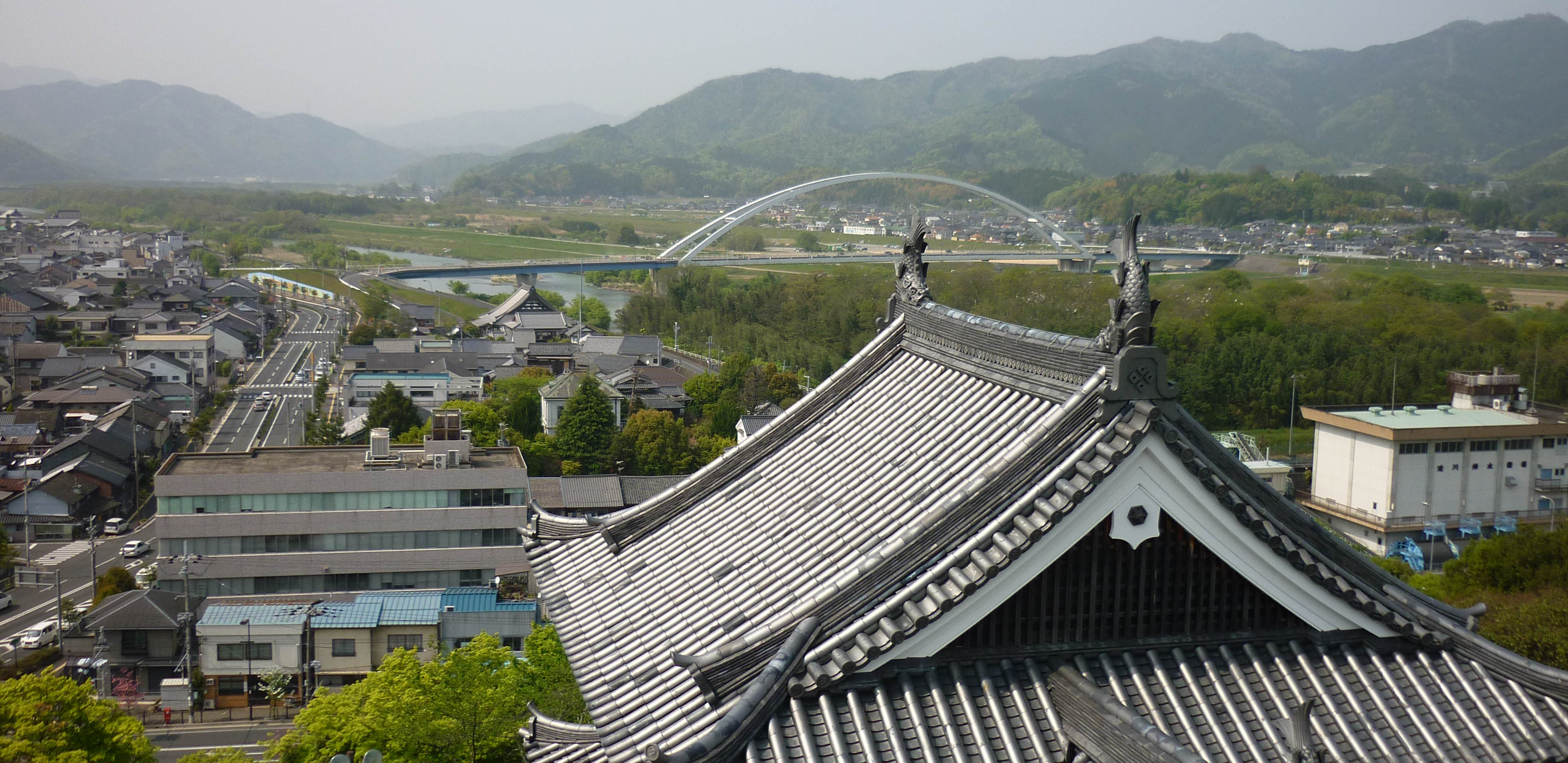
天守から北方向の眺望

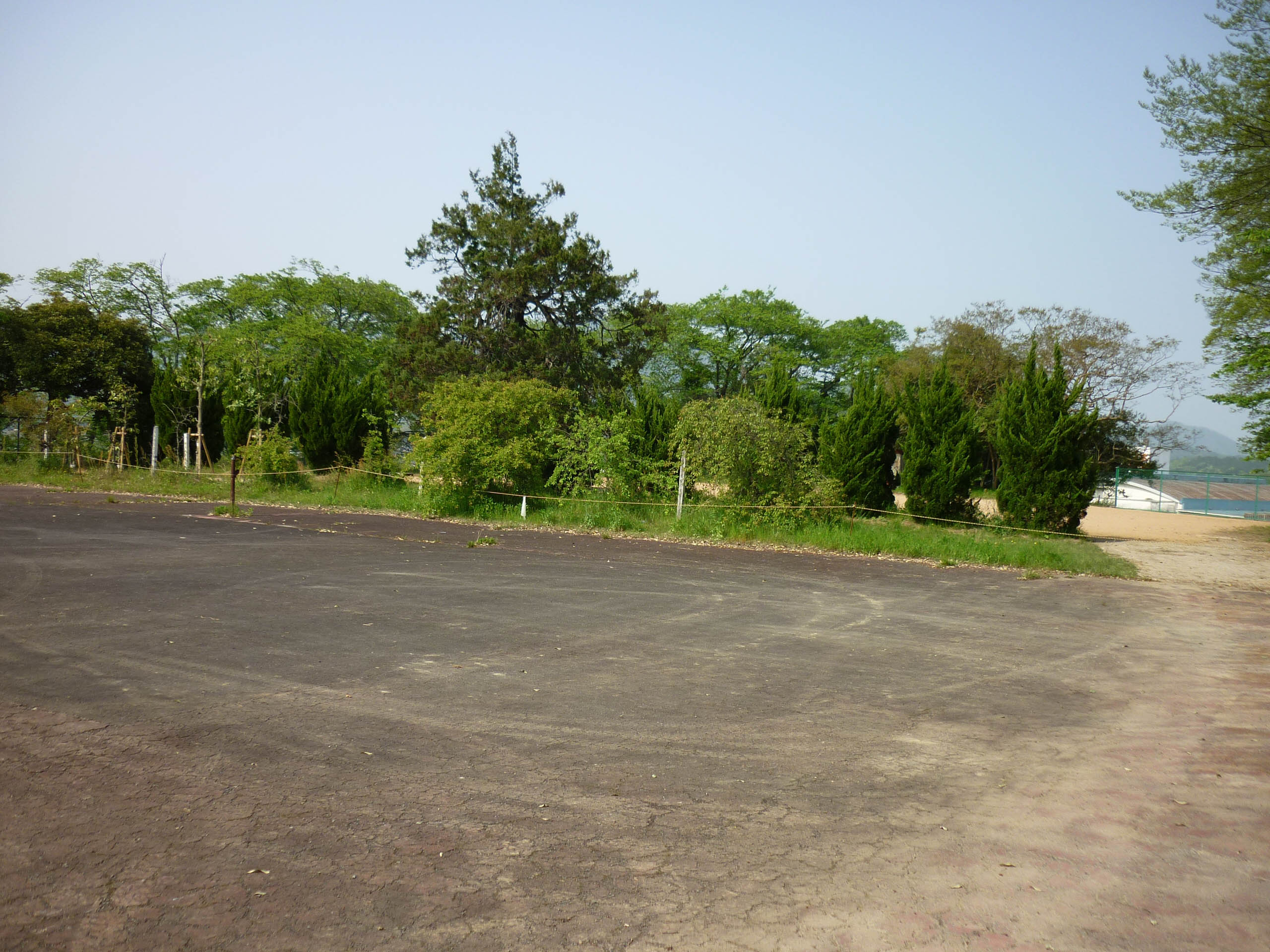
伯耆丸跡/福知山市役所周辺にある

福知山音頭は江戸時代に出来上がった盆踊りの曲で、「ドッコイセ～、ドッコイセ～｣という特徴的なフレーズがある。これは、福知山城の築城中に石垣を運ぶ際、このような掛け声をかけて運んでいたことに由来すると言われている。

## 活用事例

### 福知山城マインクラフトプロジェクト
2021年11月から始まったこのプロジェクトは、情報教育の充実を目的としたものであり、福知山城を「マインクラフト」というゲームの中で再現した。2022年の8月16日のお披露目会で発表され、9月7日まで一般公開された。

### 竜王戦
2022年11月8日（火）・9日（水）の二日間、将棋界最高位タイトルである第35期「竜王戦」七番勝負の第４局が福知山城を舞台に繰り広げられた。藤井聡太竜王と広瀬章人八段が対局した。福知山市での棋戦は、竜王戦史上初の「お城将棋」となった2018年以来、4年ぶり2度目であった
。
　

### 福知山イル未来と
2018年から続く福知山城をプロジェクションマッピングするイベントである。
このイベントは人出が少ない夜の福知山の魅力を作ろうと福知山青年会議所と福知山公立大学の学生有志がプロジェクトチームを結成することで始まった京都府域展開アートフェスティバル「ALTERNATIVE KYOTO　もうひとつの京都」の一環のイベントである。

## 周辺建造物
- 明智藪 (蛇ヶ端御藪)- 由良川の流れを曲げ、度重なる氾濫防止と水運交易発展のために築いた堤防。
- 御霊神社 - 光秀を合祀する神社。「明智光秀家中軍法」等、直筆の書状を所蔵する。
- 福知山市佐藤太清記念美術館（福知山市立美術館） - 福知山市名誉市民・文化勲章受章者の日本画家・佐藤太清の作品を展示。初期から晩年に至るまでの日展出品作や花鳥の素描など所蔵は幅広い。作家の画室（アトリエ）の再現やミュージアムショップもある。城址公園内にあり、意匠を城にあわせている。

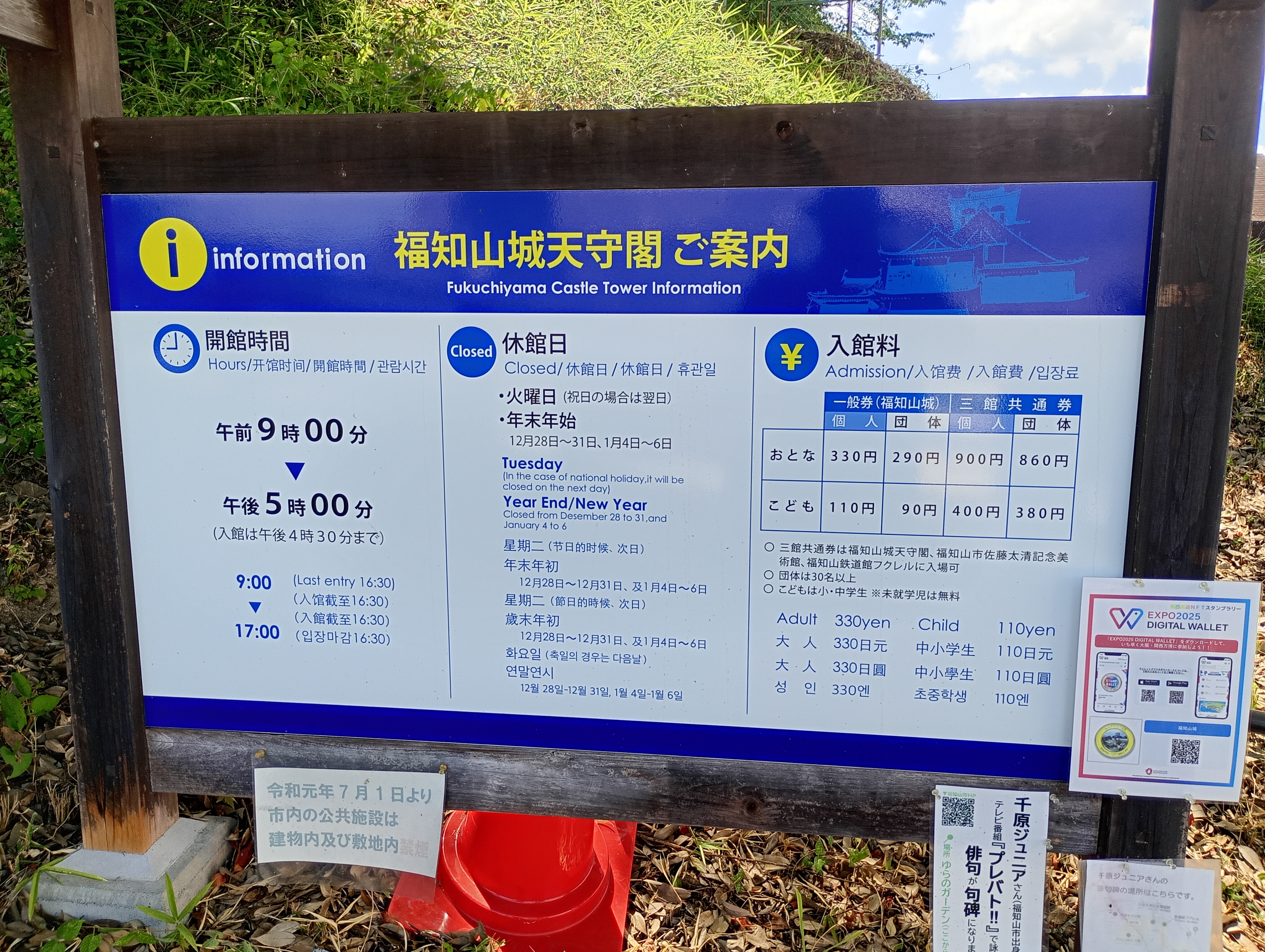
福知山城公園の料金表の看板。

- 松村家住宅（京都府指定有形文化財）
- 丹波生活衣館
- 福知山市役所

## 施設情報
郷土資料館
- 開館時間
  - 午前9時-午後5時
  - （入館は午後4時30分まで）
- 休館日
  - 毎週火曜日（祝日の場合は翌日）
  - 12月28日-12月31日、1月4日-1月6日
- 入館料
  - 大人330円、こども（小･中学生）110円

## 城跡へのアクセス

### 鉄道
JR西日本（山陰本線・福知山線）・京都丹後鉄道宮福線「福知山駅」より徒歩15分

### 乗用車
- 舞鶴若狭自動車道　福知山IC　→　国道9号　→　京都府道55号
  - 周辺に駐車場有り（有料・無料両方有り）